# Kill (album)
Pour les articles homonymes, voir Kill.
Albums de Cannibal Corpse
The Wretched Spawn Evisceration Plague
Kill est le dixième album studio du groupe de brutal death metal américain Cannibal Corpse. Cet album est sorti début 2006. Il est bien dans la lignée des albums précédents du groupe au niveau de la violence musicale et des paroles. Il a été produit par un vieil ami du groupe, Erik Rutan (ex-guitariste de Morbid Angel).

## Liste des morceaux
1. The Time To Kill Is Now 2:03
2. Make Them Suffer 2:50
3. Murder Worship 3:56
4. Necrosadistic Warning 3:28
5. Five Nails Trrough The Neck 3:45
6. Purification By Fire 2:57
7. Death Walking Terror 3:31
8. Barbaric Bludgeonings 3:42
9. The Discipline Of Revenge 3:39
10. Brain Remoral Device 3:14
11. Maniacal 2:12
12. Submerged In Boiling Flesh 2:52
13. Infinite Misery 4:01

## Formation
- George Fisher: chant
- Pat O'Brien: guitare
- Rob Barrett: guitare
- Alex Webster: basse
- Paul Mazurkiewicz: batterie